# Городец (Выгоничский район)
Городе́ц — село в Выгоничском районе Брянской области, в составе Выгоничского городского поселения. Расположено в 3 км к северу от посёлка городского типа Выгоничи. Население — 574 человека (2010 год).
Имеется отделение связи, сельская библиотека.

## История
Известно с первой половины XVII века как существующее село; бывшее владение Московского Вознесенского монастыря.
До XVIII века входило в состав Подгородного стана Брянского уезда; с последней четверти XVIII века по 1922 год в Трубчевском уезде (с 1861 — в Красносельской волости, с 1910 в Кокинской волости). В конце XIX века была открыта земская школа.
В 1922—1929 входило в Выгоничскую волость Бежицкого уезда; с 1929 в Выгоничском районе, а в период его временного расформирования (1932—1939, 1963—1977) — в Брянском районе. До 2005 года являлось центром Городецкого сельсовета.

## Храмы села
В XVII—XX веках в селе Городец упоминаются храмы Флора и Лавра (сгорел в 1727) и Святителя Алексия Митрополита (закрыт в 1930-х гг., не сохранился). В 2005 году был построен и освящён новый деревянный храм Флора и Лавра.

## Улицы села
- Зелёная
- Комсомольская
- Лесная
- Луговая
- Молодёжная
- Полевая
- Сельская
- Советская
- Центральная